# 토머스 에디슨
토머스 앨바 에디슨(영어: Thomas Alva Edison, 1847년 2월 11일 ~ 1931년 10월 18일)은 미국의 발명가 및 사업가이다. 세계에서 가장 많은 발명(축음기, 전구 등)을 남긴 사람으로 1,093개의 미국 특허가 에디슨의 이름으로 등록되어 있다. 참고로, 비공식적으로는 2,332개를 발명했다고 전해진다. 토머스 에디슨은 후에 제너럴 일렉트릭을 건립하였다.

## 생애
1847년 오하이오주 밀란에서 태어나 미시간주 포트 휴런에서 자랐다. 에디슨은 어린 시절부터 만물에 대한 호기심이 많아 당시의 주입식 교육에 적응하는데 심한 어려움을 겪었다. 정규 교육을 받은 것은 3개월 뿐이었으나, 결혼하기 전에는 교사로 일했던 어머니의 열성적인 교육 덕에 점차 재능을 발휘하게 되었다. 중앙교육연구원에서 펴낸 에디슨 전기(영국 엑스터 출판사 원전)에 따르면, 에디슨의 어머니는 아들의 재능을 생각해서 직접 실험을 할 수 있는 과학책을 사 주었다.
전신기 특허로 큰 돈을 번 그는 1876년 세계 최초의 민간 연구소로 알려진 멘로파크 연구소를 세워 발명을 계속하였다. 그의 발명은 굉장히 많아서 특허의 수효만도 1,300여 개나 된다. 에디슨은 1874년 자동 발신기, 1877년 축음기, 1879년 전화 송신기, 1880년 신식 발전기와 전등 부속품을 개발했고, 1881년 전차의 실험을 했다. 1882년 발전소를 건설 공업의 개량, 1909년 엔진형과 축전지를 개발했다.
흔히 노력형 천재라고 알고 있으나 의외로 상당히 틀린 부분이 많다. 이 중 가장 높게 평가되는 부문은 역시 도시의 밤을 환하게 했다는 것이다. 전구의 발명은 발전, 송배전 부문의 발전을 가져오게 했고 각 가정마다 전기가 들어가게 된 계기가 되었다. 이 전구가 조선에 들어오면서 경복궁 전체에 전기가 들어왔다(경복궁 향원정에서 시작).
1929년 82세 때 백열 전구 발명 50주년 기념식에 참석하여 연설을 하고 난 뒤 병을 앓게 되었다. 에디슨은 그 이후 미국 뉴저지주 웨스트오렌지 자택에서 병상에 누워서 지내다가, 1931년 10월 18일에 향년 84세의 나이로 세상을 떠났다.

## 제너럴 일렉트릭
제너럴 일렉트릭은 에디슨이 세운 전기조명회사를 모태로 한다.

### 에디슨 효과
3극 진공관 발명의 기초가 되어 라디오 발명의 길을 열어 준 과학상의 중요한 발견을 말한다.
일부 학자들은 에디슨 효과를 에디슨의 가장 큰 업적으로 여긴다.

## 가족 관계
에디슨은 한평생 발명/사업에 힘써왔지만 가족에게는 정말로 소홀했다. 첫째 부인은 쓸 만한 발명품을 만들어내지 않는다고 구박했고 대학교육에 대한 컴플렉스 탓에 자식들을 공과대학을 제외한 그 어떤 대학에도 보내지 않았다.
첫 번째 부인 메리 스틸웰이 죽었을 때 그는 일이 바쁘다며 장례식도 가지 않았다고 하며, 그 후 한동안 적적하게 지내다 두 번째 부인이 된 미나 밀러에게 모스 부호로 프로포즈했다는 이야기가 전해진다.
가족에 소홀했던 탓인지 자식들의 삶도 좋지 못했다. 첫째 아들 토머스 주니어는 '전기 활력 회복기’라고 이름 붙인 가짜 건강기계를 만들어 팔다 고발당하는 등 아버지 이름을 빌려 사기나 치는 사기꾼이었고, 둘째 윌리엄은 하는 사업마다 망해서 매주 40달러씩 생활비를 대주는 처지가 되었다. 문제는 윌리엄의 부인이 허영심이 많았는지 주 40달러 가지고 어찌 사냐고 시도 때도 없이 편지를 보내 에디슨을 닦달했다는 것이다.
다만 셋째 아들 찰스 에디슨은 정계로 진출해 훗날 뉴저지주의 주지사가 되었다. 자신의 아버지와 가장 친밀하다고 자부하던 그였지만, 그마저도 아버지 얼굴을 평생 봤던 시간이 채 1주일도 되지 않는다고 털어놓았다.

## 공헌
당시의 미국의 과학기술은 유럽에 비해 내세울 게 없었다. 특히 유럽의 물리학은 19세기 말에서 20세기 초까지 막스 플랑크, 닐스 보어, 퀴리 부부, 아인슈타인, 하이젠베르크 등 천재적인 학자들이 서로 경쟁하며 비약적인 발전하고 있었으나 미국은 변방이었다. 비록 에디슨은 학자적인 이론을 갖고 있지는 못했지만 실험과 호기심을 통한 발명으로 미국을 응용기술 면에서 유럽을 압도할 수 있는 국가로 만들었다.

## 같이 보기
- 조르주 멜리에스
- 니콜라 테슬라